# 吕宋果
吕宋果（学名：Strychnos ignatii）为马钱科马钱属下的一个种。模式标本采自菲律宾。

## 外部連結
- 番木鱉堿 Brucine（页面存档备份，存于） 中草藥化學圖像數據庫 (香港浸會大學中醫藥學院) （中文）（英文）